# パイク郡 (イリノイ州)
パイク郡（英: Pike County）は、アメリカ合衆国イリノイ州の西部に位置する郡である。2010年国勢調査での人口は16,430人であり、2000年の17,384人から5.5％減少した。郡庁所在地はピッツフィールド（人口4,576人）であり、同郡で人口最大の都市でもある。

## 歴史
パイク郡は1821年1月31日に、マディソン郡から分離して設立された。郡名は1806年にパイク遠征隊を率い、ルイジアナ買収領域の南部と西部の地図化を行ったゼブロン・パイクに因んで名付けられた。パイクはティッペカヌーの戦いに参戦し、米英戦争中の1813年に戦死した。
パイク郡となった地域に最初のヨーロッパ人開拓者が訪れる前に、フランス人の交易業者、猟師、旅人が原生林とプレーリーだった地域を通過した。元々パイク郡はイリノイ川とミシシッピ川の合流点南で開拓が始められた。東側境界はイリノイ川から北のカンカキー川を経てインディアナ州州境に至り、北のウィスコンシン州との州境が北の境界となり、西側境界はミシシッピ川がイリノイ川との合流点まで続いていた。最初の郡庁所在地は郵便局のあったコールズグローブであり、後に分離したカルフーン郡に入った。1822年に出版された『イリノイとミズーリのガゼッティア』では、シカゴを「パイク郡の村」として触れており、12ないし15軒の家屋と、60ないし70人の住民がいるだけだった。
ニューフィラデルフィア町の史跡は2005年にアメリカ合衆国国家歴史登録財に、2009年に国定歴史史跡に登録された。これは南北戦争以前に初めてアフリカ系アメリカ人が設立した町である。フランク・マクワーターがパイク郡初期の自由黒人開拓者だった。マクワーターは未だ見ぬ土地に投資し、家族の最初の数人を奴隷状態から請け出していた。1836年にバリーの近くにニューフィラデルフィアの町を設立した。そこの市長に選出され、余生をそこで過ごした。土地を売ることで十分な金を得て、子供達の自由を購った。鉄道がこの町を通らなかったので、町の成長が鈍化し、20世紀に入って放棄された。この町の史跡は現在考古学的調査が行われている。
21世紀初期、パイク郡はオジロジカの狩猟、特に弓矢による狩猟で注目を集めている。

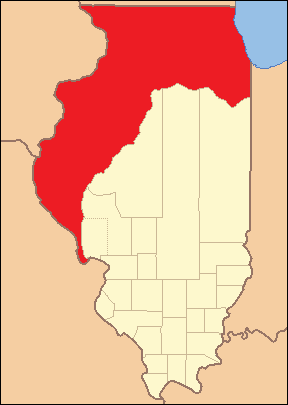
1821年創設時から1823年までの郡領域
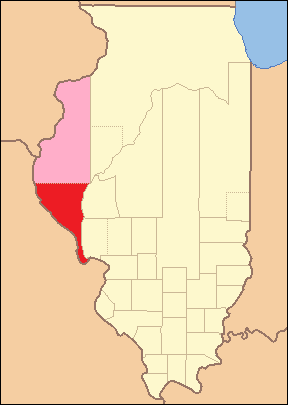
1823年から1825年まで、暫定的に広大な未編入領域が付設されていた
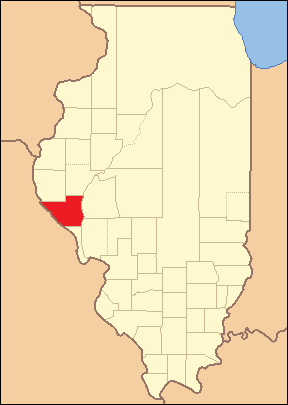
1825年から現在の領域

## 地理
アメリカ合衆国国勢調査局に拠れば、郡域全面積は848.88平方マイル (2,198.6 km2)であり、このうち陸地831.38平方マイル (2,153.3 km2)、水域は17.50平方マイル (45.3 km2)で水域率は2.06％である。
パイク郡は東のイリノイ川と西のミシシッピ川の間にある高原に位置している。2つの州間高速道路が通っている。72号線は2つの大河に架かる橋で郡内に入っている。172号線は300フィート (90 m) の長さがあるだけで、72号線に交わって終わっている。

### 主要高規格道路
- 州間高速道路72号線
- 州間高速道路172号線
- アメリカ国道36号線
- アメリカ国道54号線
- イリノイ州道57号線
- イリノイ州道96号線
- イリノイ州道106号線
- イリノイ州道107号線
- イリノイ州道100号線

### 隣接する郡
- アダムズ郡 - 北
- ブラウン郡 - 北東
- スコット郡 - 東
- モーガン郡 - 東
- グリーン郡 - 南東
- カルフーン郡 - 南
- パイク郡 (ミズーリ州) - 南西
- ラルズ郡 (ミズーリ州) - 西
- マリオン郡 (ミズーリ州) - 北西

パイク郡は9つの郡と境を接しており、国内でも多い方の部類に属している。イリノイ州には他にラサール郡も同様である。またミシシッピ川の対岸にミズーリ州パイク郡があり、同じ名前の郡が異なる州で隣り合っているということでは珍しい部類に属している。このような例としてはイリノイ州ヴァーミリオン郡がインディアナ州バーミリオン郡と隣り合っている（ただし綴りは異なっている）。どちらもバーミリオン川に由来する命名である。

### 国立保護地域
- グレート川国立野生生物保護区（部分）

## 気候と気象
近年、郡庁所在地であるピッツフィールド市の平均気温は1月の15°F (-9 ℃) から7月の86°F (30 ℃) まで変化している。過去最低気温は1905年2月に記録された-25°F (-32 ℃) であり、過去最高気温は1954年7月に記録された115°F (46 ℃) である。月間降水量は1月の1.74インチ (44 mm) から5月の4.11インチ (104 mm) まで変化している。

## 人口動態
以下は2000年国勢調査による人口統計データである。
| 基礎データ - 人口: 17,384人 - 世帯数: 6,876 世帯 - 家族数: 4,778 家族 - 人口密度: 8人/km2（21人/mi2） - 住居数: 8,011軒 - 住居密度: 4軒/km2（10軒/mi2） 人種別人口構成 - 白人: 97.38% - アフリカン・アメリカン: 1.50% - ネイティブ・アメリカン: 0.17% - アジア人: 0.24% - 太平洋諸島系: 0.03% - その他の人種: 0.12% - 混血: 0.56% - ヒスパニック・ラテン系: 0.50% 先祖による構成 - アメリカ人：28.2％ - ドイツ系：24.7％ - イギリス系：17.5％ - アイルランド系：8.1％ | 年齢別人口構成 - 18歳未満: 24.1% - 18-24歳: 7.8% - 25-44歳: 25.7% - 45-64歳: 23.2% - 65歳以上: 19.2% - 年齢の中央値: 40歳 - 性比（女性100人あたり男性の人口） - 総人口: 98.1 - 18歳以上: 95.3 世帯と家族（対世帯数） - 18歳未満の子供がいる: 30.5% - 結婚・同居している夫婦: 58.5% - 未婚・離婚・死別女性が世帯主: 7.8% - 非家族世帯: 30.5% - 単身世帯: 27.8% - 65歳以上の老人1人暮らし: 16.1% - 平均構成人数 - 世帯: 2.42人 - 家族: 2.94人 収入と家計 - 収入の中央値 - 世帯: 31,127米ドル - 家族: 38,583米ドル - 性別 - 男性: 27,687米ドル - 女性: 18,440米ドル - 人口1人あたり収入: 15,946米ドル - 貧困線以下 - 対人口: 12.4% - 対家族数: 9.8% - 18歳未満: 14.7% - 65歳以上: 11.4% |

## 郡区
パイク郡は下記24の郡区に分割されている。
| - チェンバーズバーグ - ペリー - フェアマウント | - フリント - グリッグスビル - ニューセイラム - ハドリー - バリー - キンダーフック - レビー | - デトロイト - ニューバーグ - ピッツフィールド - デリー - プレザントベール - シンシナティ | - モンテスマ - ハーディン - マーティンズバーグ - アトラス | - パール - スプリングクリーク - プレザントヒル - ロス |

## 都市と町
| - ピッツフィールド - 郡庁所在地 - アトラス - バリー - ベイリス - ベドフォード - チェンバーズバーグ - デトロイト | - エルダラ - フィッシュフック - フローレンス - グリッグスビル - ハル - キンダーフック - マーティンズバーグ | - メイズビル - メレドシア - ミルトン - モンテスマ - ネボー - ニューカントン - ニューハートフォード | - ニューセイラム - パール - ペリー - プレザントヒル - シーホーン - タイム - バレーシティ |

## 未編入の町
- イーストハンニバル
- パイク
- ロックポート
- サマーヒル
- フィッシュフック

## ゴーストタウン
- ストラウト
- シン
- シェパード
- プレザントベール